# Billbergia claudioi
Billbergia claudioi är en gräsväxtart som beskrevs av Elton Martinez Carvalho Leme. Billbergia claudioi ingår i släktet Billbergia och familjen Bromeliaceae. Inga underarter finns listade i Catalogue of Life.